# 사이토 마사토
사이토 마사토(일본어: 斉藤 雅人, 1975년 12월 1일 ~ )는 일본의 전 축구 선수이다.

## 구단 경력
과거 오미야 아르디자에서 활동하였다.